# Дом-музей Виктора Гюго
Дом-музей Виктора Гюго (фр. Maison de Victor Hugo) — мемориальный музей Виктора Гюго в Париже; находится на втором этаже особняка Роганов (фр. Hôtel de Rohan) на площади Вогезов в квартире, которую писатель снимал в 1832—1848 годах.
Александр Дюма «поселил» в этот дом миледи Винтер, одного из центральных персонажей своего романа «Три мушкетёра». Учитывая дружбу писателей и восхищение Дюма талантом Гюго, этот факт можно рассматривать как дружескую шутку автора.
В 1902 году, в год столетия со дня рождения Гюго, связанная с ним коллекция была подарена городу; музей открылся 30 июня 1903 года.
Среди экспонатов музея — рисунки и рукописи Виктора Гюго, экземпляры первых изданий его произведений, а также картины и скульптуры, посвящённые писателю.

## Практическая информация
Музей расположен в Париже, район Маре, ближайшие станции метро — Saint-Paul, Bastille и Chemin Vert.
Адрес: Hôtel de Rohan-Guéménée, 6, place des Vosges, 75004 Paris.
Музей открыт все дни кроме понедельника с 10:00 до 18:00.

## Дом-музей в Гернси
В 1927 году парижская мэрия открыла также дом-музей Виктора Гюго на острове Гернси — единственный дом, когда-либо бывший во владении писателя, был куплен им во время изгнания 1856—1870 годов.